# Belgische federale verkiezingen 2010/Kandidatenlijsten/FN
Dit zijn de kandidatenlijsten van het Front National voor de Belgische federale verkiezingen van 2010. De partij diende geen kieslijsten in voor de Senaat en de kieskringen Luik, Luxemburg en Waals-Brabant.

## Brussel-Halle-Vilvoorde

### Effectieven
1. Florence Matagne
2. Paul Arku
3. Françoise Peeters
4. Fernand Demeuter
5. Monique Sensier
6. Georges Bogaert
7. Maria Maestre Vicario
8. Alain Vandercam
9. Françis Bogaerts
10. Véronique Panneels
11. Joseph Meurisse
12. Joanna Ritzen
13. Antoine Vanopphem
14. Willy Van Acker
15. Carola Vereycken
16. Christiane Bausière
17. Maria Arku
18. Marcel Verlaine
19. Marie-Jeanne Kerinckx
20. Françis Frère
21. Pierre Lebrun
22. Anita Piret

### Opvolgers
1. Jean-Claude Goblet
2. Françoise Peeters
3. Maria Maestre Vicario
4. Anita Piret
5. Georges Bogaert
6. Pierre Lebrun
7. Alain Vandercam
8. Maria Arku
9. Véronique Panneels
10. Carola Vereycken
11. Fernand Demeuter
12. Paul Arku

## Henegouwen

### Effectieven
1. Patrick Cocriamont
2. Corinne Petitjean
3. Salvatore Russo
4. Daniel Leskens
5. Danny Horemans
6. Stéphanie Meunier
7. Marie-Rose Blanchard
8. Candy Willem
9. Jean-Marc Bourguinon
10. Brigitte Van Peteghem
11. Michaël Boulanger
12. Sylvianne Crucifix
13. Maurice Liénard
14. Frédéric Bultot
15. Christine Mocaer
16. Martine Richez
17. Valentina Melechnikova
18. Jean-Pierre Borbouse

### Opvolgers
1. Lucien Duval
2. Corinne Petitjean
3. Franc Willem
4. Stéphanie Meunier
5. Sylvianne Crucifix
6. Maurice Liénard
7. Christine Mocaer
8. Marie-Rose Blanchard
9. Charles Petitjean

## Namen

### Effectieven
1. Pierre-Paul Mennicken
2. Nelly Scius
3. Jean-Marie Borbouse
4. Nathalie Pirson
5. Jérôme Hannick
6. Mireille Buytenaken

### Opvolgers
1. Jérôme Hannick
2. Nelly Scius
3. Jean-Marie Borbouse
4. Nathalie Pirson
5. André Didion
6. Mireille Buytenaken